# 尼古拉·斯诺普科夫

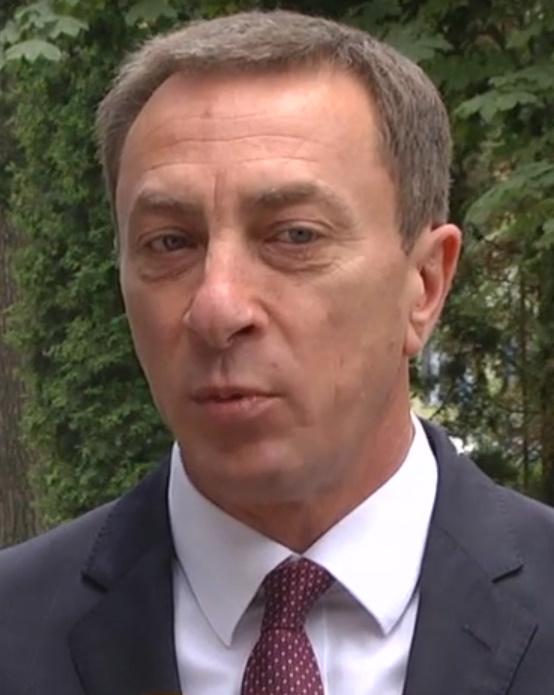

尼古拉·根纳季耶维奇·斯诺普科夫（1969年9月14日—），白俄罗斯政治人物，现任白俄罗斯第一副总理，曾担任白俄罗斯共和国经济部长和白俄罗斯驻中华人民共和国大使。生于苏联莫吉廖夫，1991年毕业于白俄罗斯农业学院，2001年毕业于白俄罗斯公共管理学院。